# Фираун
Фира́ун (араб. فرعون‎ —  «фараон»‎) — коранический персонаж, царь, при котором жил пророк Муса. Согласно Корану, Фираун требовал, чтобы ему поклонялись как Богу, преследовал и притеснял верующих в Аллаха.

## В Коране
Фираун приказал своему визирю Хаману построить башню до небес, чтобы подняться к Аллаху. За свою гордыню он был наказан Аллахом. В комментариях Корана говорится, что Фираун, поднявшись на вершину этой башни, выстрелил вверх. Аллах вернул окрашенную в красный цвет стрелу.
Фираун пытался не допустить переселения Мусы и его соплеменников из Египта, но по воле Аллаха утонул вместе со своим войском в водах Красного моря. 
Согласно исламскому преданию, ангел Джибриль, посетив Фирауна в человеческом облике, спросил его, что бы он сделал с восставшим рабом. Фираун ответил, что казнил бы того через утопление. После этого Джибриль попросил написать это на бумаге и поставить свою подпись под приговором, что Фираун и исполнил. В смертный миг ангел показал Фирауну его собственное заключение о том, что надлежит сделать с рабом (Фирауном), восставшим против своего Господина (Аллаха).
Дважды в Коране Фираун называется «имеющим колышки палатки» (араб. ذو الأوتاد‎, 89:10 и 38:12).